# 落叶鳞毛蕨
落叶鳞毛蕨（学名：Dryopteris tenuipes）为鳞毛蕨科鳞毛蕨属下的一个种。